# Sidekick (desenho animado)
Sidekick é uma série de desenho animado canadense criada por Todd Kauffman e Joey So e produzida pelas empresas Nelvana. A série estreou em 13 de junho de 2011 na Cartoon Network nos Estados Unidos.
No Brasil, o desenho foi exibido pela Cartoon Network, Looke, Amazon Prime Video e Rede Globo, em Portugal, no SIC K e RTP1.

## Sinopse
A série é sobre um menino órfão chamado Eric Needles (originalmente Kitty Ko seria a protagonista principal de acordo com a arte conceitual), com seu melhor amigo Trevor Troublemeyer e seus outros dois amigos, Vana Glama e Kitty Ko, que estão treinando para se tornarem companheiros de super-heróis na Academy for Aspiring Sidekicks (embora em "Graduation Daze", os supervilões possam enviar seus capangas para a academia) na cidade canadense de Splittsboro (baseada em Scarborough, Toronto). Enquanto lida com um intenso treinamento de ajudante, Eric também deve enfrentar seu rígido guardião Maxum Brain, seu mal-humorado professor Professor Pamplemoose, o malvado Mestre XOX e manter o segredo do desaparecimento de seu mentor super-herói Maxum Man da cidade.